# Walter Reimann
Pour les articles homonymes, voir Reimann.
Walter Reimann, né le 2 juin 1887 à Berlin et mort le 8 novembre 1936 dans la même ville, est un peintre, chef décorateur et scénariste allemand. Il a été une figure importante du mouvement expressionniste des années 1920.

## Biographie
Il a travaillé sur La Peste à Florence d'Otto Rippert et surtout Le Cabinet du docteur Caligari de Robert Wiene, en collaboration avec Walter Röhrig et Hermann Warm.
Il a également fait les décors d'Algol de Hans Werckmeister et de La Noce au pied de la potence d'Arthur von Gerlach. 
Sous le Troisième Reich, il a travaillé pour la UFA comme chef décorateur et scénariste.